# Réserve naturelle de Sas-hegy
La réserve naturelle de Sas-hegy (en hongrois : Sas-hegyi Természetvédelmi terület) est une aire protégée de Hongrie située à Budapest et dont le périmètre est géré par le parc national Duna-Ipoly. L'aire de protection s'étend autour du sommet de Sas-hegy.